# Craig Hill (Schauspieler)
Craig Hill Fowler (* 5. März 1926 in Los Angeles, Kalifornien; † 21. April 2014 in Barcelona, Spanien) war ein US-amerikanischer Schauspieler.

## Leben
Hill, äußerlich eine hagere, blonde, großgewachsene Erscheinung, begann seine Karriere 1950 als Vertragsschauspieler bei 20th Century Fox in kleineren Rollen von Hollywood-Produktionen und arbeitete auch oft für Fernsehserien. Die bekannteste hiervon dürfte die 1956 bis 1959 ausgestrahlte Whirlybirds sein, in der er den Hubschrauberpiloten P.T. Moore verkörperte. Im Zuge der Erfolge amerikanischer Schauspieler in Europa wurde er für Lanky Fellow – Der einsame Rächer als Clint-Eastwood-Lookalike in Italowestern besetzt und war bald auch in anderen Genres und zahlreichen Kommerzfilmen europäischer Produktion zu sehen. Hill verlegte seinen Lebensmittelpunkt nach Barcelona, wo er bis zu seinem Tod zusammen mit seiner Frau, der Schauspielkollegin Teresa Gimpera, lebte. An seiner über 80 Filme umfassenden, bis 2003 andauernden Karriere lassen sich Aufstieg und Niedergang der italienischen Filmproduktion seit 1966 ablesen.

## Filmografie (Auswahl)
- 1950: Alles über Eva (All about Eve)
- 1951: Der letzte Angriff (Fixed Bayonets!)
- 1951: Polizeirevier 21 (Detective story)
- 1952: Die Frau des Banditen (The Outcasts of Poker Flats)
- 1954: Der eiserne Ritter von Falworth (The Black Shield of Falworth)
- 1954: Kampf am roten Fluß (Siege at Red River)
- 1956–1959: Whirlybirds (Fernsehserie)
- 1957: Tammy (Tammy and the Bachelor)
- 1961: Flieh oder stirb (You Have to Run Fast)
- 1965: Blei ist sein Lohn (Ocaso de un pistolero)
- 1966: Die Black-Box-Affäre (Il mondo trema)
- 1966: Lanky Fellow – Der einsame Rächer (Per il gusto di uccidere)
- 1967: Ric e Gian alla conquista del West
- 1967: Die schmutzigen Dreizehn (Quindici forche per un assassino)
- 1967: Das Todeslied von Laramie (Sette pistole per un massacro)
- 1968: Django – ich will ihn tot (Lo voglio morto)
- 1968: Den Geiern zum Fraß (All’ultimo sangue)
- 1968: Tre croci per non morire
- 1970: Dracula jagt Frankenstein
- 1970: Entführt Rommel! (Consigna: matar al comandante en jefe)
- 1971: In nome del padre, del figlio e della Colt
- 1971: Zeig mir das Spielzeug des Todes (Il giorno del giudizio)
- 1972: Arriva Eldorado (Scansati… a Trinità arriva Eldorado)
- 1972: Un animale chiamato uomo
- 1972: Bada alla tua pelle Spirito Santo!
- 1972: Los buitres cavarán tu fosa
- 1972: Meine Kanone, mein Pferd… und deine Witwe (Tu fosa será la exacta… amigo)
- 1973: Corte marziale
- 1973: Gefangene der Tiefe (El refugio del miedo)
- 1978: Blutiger Schatten (Solamente nero)
- 2001: Früchte der Liebe (Food of Love)
- 2002: Second Name – Dein Name sei Tod (El segundo nombre)
- 2003: Platillos volantes